# Сепараза
Сепараза (англ. separase), або сепарин  (англ. separin), – цистеїнова протеаза, яка відповідає за запуск анафази шляхом гідролізу когезину — білка, що відповідає за з'єднання сестринських хроматид у період від стадії G2 інтерфази (після реплікації ДНК) до ранньої стадії анафази. Бере важливу участь у процесі розходження хроматид в анафазі мітозу і анафазі другого поділу мейозу. Під час мейозу розрізає тільки ті когезинові комплекси, які не захищені білком Sgo.
В організмі людини кодується геном ESPL1, розташованим на короткому плечі 12-ї хромосоми. Довжина поліпептидного ланцюга білка становить 2 120 амінокислот, а молекулярна маса — 233 175.
У пивних дріжджів S. cerevisiae сепараза кодується геном esp1, який був ідентифікований Кимом Несмітом із співавторами в 1998 році.

## Функція

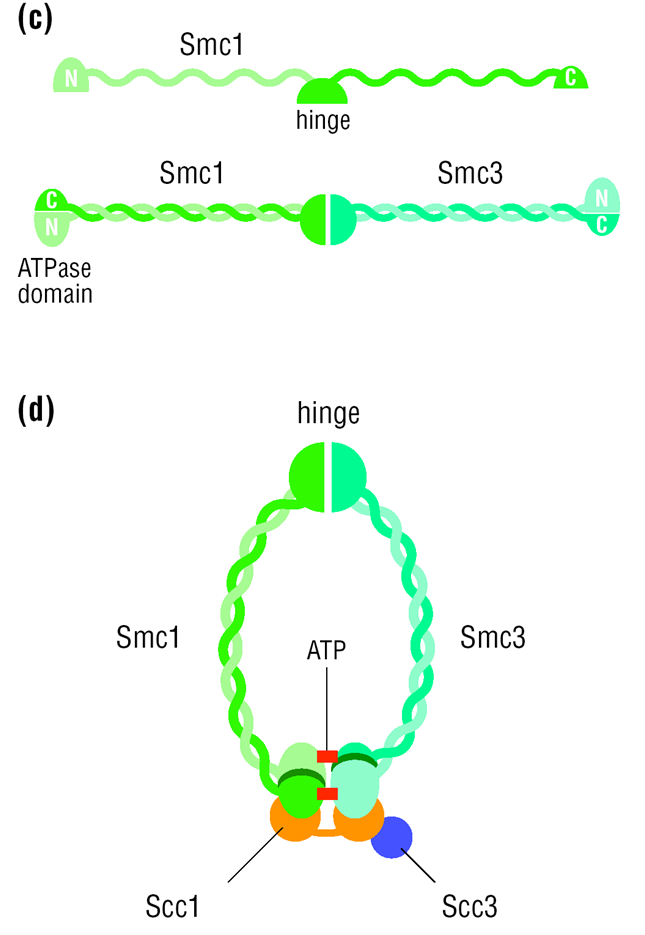
Комплекс когезину дріжджів складається зі спеціалізованих білків, включно з Scc1.

Стабільне з'єднання між сестринськими хроматидами перед анафазою та їх своєчасне відділення одна від одної під час анафази мають вирішальне значення для поділу клітин і успадкування хромосом. Білки у складі когезинового комплексу зв’язують дві сестринські хроматиди, запобігаючи їх передчасному роз’єднанню. У хребетних з'єднання сестринських хроматид порушується в 2 етапи за допомогою різних механізмів. Перший крок включає фосфорилювання субодиниці когезину SA-1 або SA-2 у когезиновому комплексі. Другий етап включає розщеплення білка Scc1 (Rad21) сепаразою, що ініціює остаточне розділення сестринських хроматид на початку анафази мітозу.

## Регуляція
Коли клітина не ділиться, сепараза не може розщеплювати когезин через його асоціацію з білком секурином або через фосфорилювання специфічного залишку серину в сепаразі специфічним комплексом циклін–CDK. Фосфорилювання сепарази призводить до її стабільної асоціації з цикліном В1 із комплексу циклін–CDK1. Зв'язування сепарази з секурином або цикліном B є взаємовиключним, в обох комплексах сепараза пригнічується псевдосубстратними амінокислотними послідовностями ("мотивами"), які блокують зв’язування субстрату в каталітичному місці та в найближчих сайтах. Однак, хоча секурин містить власні псевдосубстратні "мотиви" для блокування зв’язування субстрату, комплекс циклін B–CDK1 інгібує сепаразу шляхом укріплення псевдосубстратних мотивів з гнучких петель у самій сепаразі, що призводить до автоінгібування протеолітичної активності сепарази. Регуляція за допомогою цих різних з’єднувальних "партнерів" забезпечує дві різні можливості негативної регуляції для запобігання невідповідному розщепленню когезину. Важливо, що сепараза не може функціонувати без первинного формування комплексу секурин–сепараза в більшості організмів. Це пояснюється тим, що секурин допомагає правильно згорнути сепаразу у функціональну конформацію. Однак дріжджам, здається, не потрібен секурин для формування функціональної сепарази, оскільки анафаза відбувається в дріжджах навіть із видаленням секурину.
Під час отримання сигналу для початку анафази секурин убіквітується та гідролізується, вивільняючи сепаразу для дефосфорилювання за допомогою комплексу APC-Cdc20. Потім активна сепараза може розщеплювати Scc1 для вивільнення сестринських хроматид.
Сепараза ініціює активацію білка Cdc14 у ранній анафазі, а Cdc14 дефосфорилює секурин, таким чином підвищуючи його ефективність як субстрату для деградації. Наявність цієї позитивної петлі зворотного зв'язку демонструє потенційний механізм для надання анафазі поведінки, що більш схожа на перемикання.

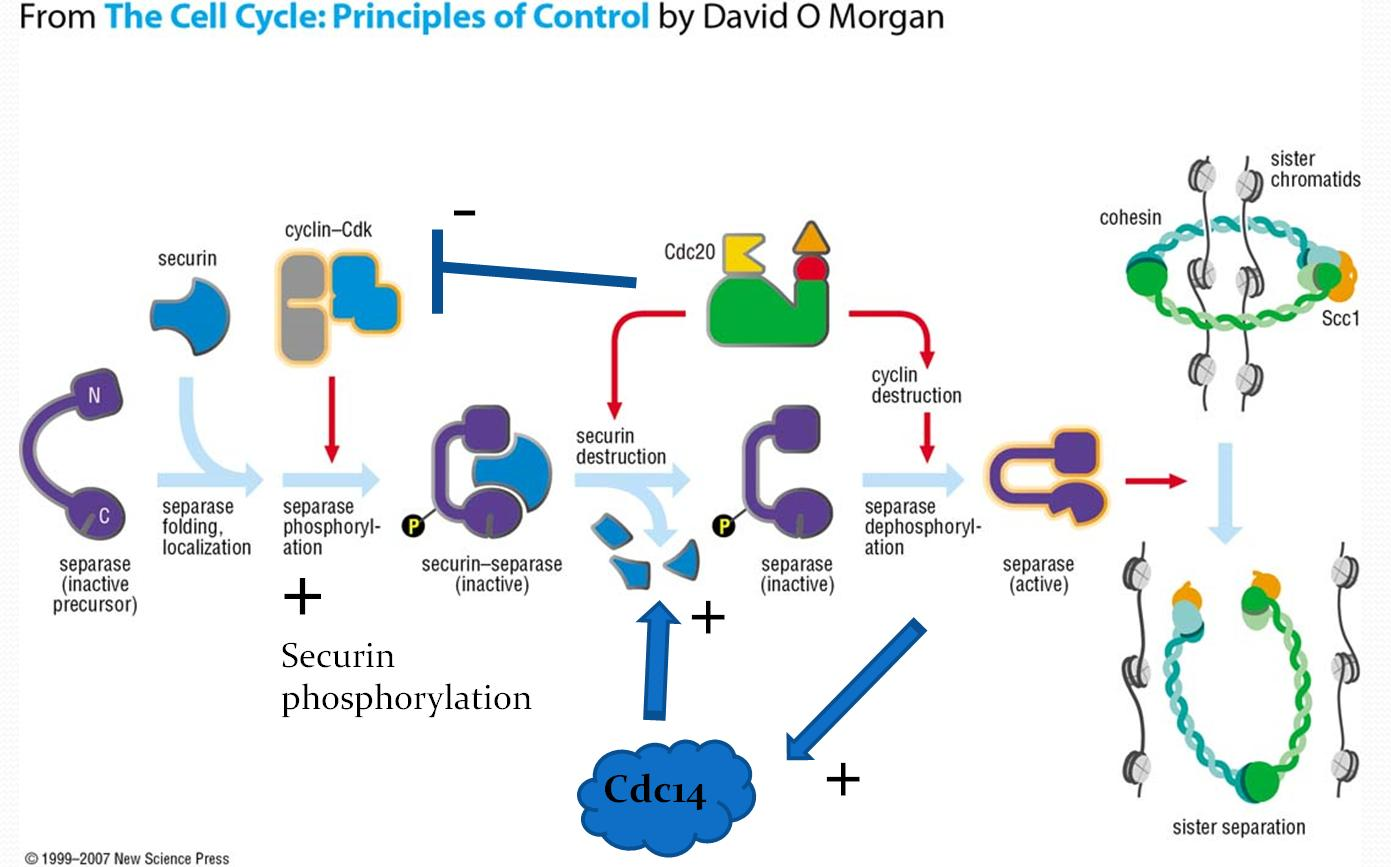
Потенційна схема мережі за участі секурину й сепарази для створення механізму активації анафази за принципом перемикача.

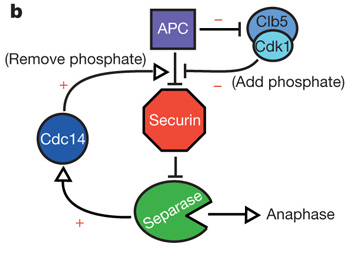
Схема мережі з петлями зворотного зв'язку для створення механізму активації анафази за принципом перемикача.

| 10         |  | 20         |  | 30         |  | 40         |  | 50         |
| ---------- |  | ---------- |  | ---------- |  | ---------- |  | ---------- |
| MRSFKRVNFG |  | TLLSSQKEAE |  | ELLPALKEFL |  | SNPPAGFPSS |  | RSDAERRQAC |
| DAILRACNQQ |  | LTAKLACPRH |  | LGSLLELAEL |  | ACDGYLVSTP |  | QRPPLYLERI |
| LFVLLRNAAA |  | QGSPEATLRL |  | AQPLHACLVQ |  | CSREAAPQDY |  | EAVARGSFSL |
| LWKGAEALLE |  | RRAAFAARLK |  | ALSFLVLLED |  | ESTPCEVPHF |  | ASPTACRAVA |
| AHQLFDASGH |  | GLNEADADFL |  | DDLLSRHVIR |  | ALVGERGSSS |  | GLLSPQRALC |
| LLELTLEHCR |  | RFCWSRHHDK |  | AISAVEKAHS |  | YLRNTNLAPS |  | LQLCQLGVKL |
| LQVGEEGPQA |  | VAKLLIKASA |  | VLSKSMEAPS |  | PPLRALYESC |  | QFFLSGLERG |
| TKRRYRLDAI |  | LSLFAFLGGY |  | CSLLQQLRDD |  | GVYGGSSKQQ |  | QSFLQMYFQG |
| LHLYTVVVYD |  | FAQGCQIVDL |  | ADLTQLVDSC |  | KSTVVWMLEA |  | LEGLSGQELT |
| DHMGMTASYT |  | SNLAYSFYSH |  | KLYAEACAIS |  | EPLCQHLGLV |  | KPGTYPEVPP |
| EKLHRCFRLQ |  | VESLKKLGKQ |  | AQGCKMVILW |  | LAALQPCSPE |  | HMAEPVTFWV |
| RVKMDAARAG |  | DKELQLKTLR |  | DSLSGWDPET |  | LALLLREELQ |  | AYKAVRADTG |
| QERFNIICDL |  | LELSPEETPA |  | GAWARATHLV |  | ELAQVLCYHD |  | FTQQTNCSAL |
| DAIREALQLL |  | DSVRPEAQAR |  | DQLLDDKAQA |  | LLWLYICTLE |  | AKMQEGIERD |
| RRAQAPGNLE |  | EFEVNDLNYE |  | DKLQEDRFLY |  | SNIAFNLAAD |  | AAQSKCLDQA |
| LALWKELLTK |  | GQAPAVRCLQ |  | QTAASLQILA |  | ALYQLVAKPM |  | QALEVLLLLR |
| IVSERLKDHS |  | KAAGSSCHIT |  | QLLLTLGCPS |  | YAQLHLEEAA |  | SSLKHLDQTT |
| DTYLLLSLTC |  | DLLRSQLYWT |  | HQKVTKGVSL |  | LLSVLRDPAL |  | QKSSKAWYLL |
| RVQVLQLVAA |  | YLSLPSNNLS |  | HSLWEQLCAQ |  | GWQTPEIALI |  | DSHKLLRSII |
| LLLMGSDILS |  | TQKAAVETSF |  | LDYGENLVQK |  | WQVLSEVLSC |  | SEKLVCHLGR |
| LGSVSEAKAF |  | CLEALKLTTK |  | LQIPRQCALF |  | LVLKGELELA |  | RNDIDLCQSD |
| LQQVLFLLES |  | CTEFGGVTQH |  | LDSVKKVHLQ |  | KGKQQAQVPC |  | PPQLPEEELF |
| LRGPALELVA |  | TVAKEPGPIA |  | PSTNSSPVLK |  | TKPQPIPNFL |  | SHSPTCDCSL |
| CASPVLTAVC |  | LRWVLVTAGV |  | RLAMGHQAQG |  | LDLLQVVLKG |  | CPEAAERLTQ |
| ALQASLNHKT |  | PPSLVPSLLD |  | EILAQAYTLL |  | ALEGLNQPSN |  | ESLQKVLQSG |
| LKFVAARIPH |  | LEPWRASLLL |  | IWALTKLGGL |  | SCCTTQLFAS |  | SWGWQPPLIK |
| SVPGSEPSKT |  | QGQKRSGRGR |  | QKLASAPLRL |  | NNTSQKGLEG |  | RGLPCTPKPP |
| DRIRQAGPHV |  | PFTVFEEVCP |  | TESKPEVPQA |  | PRVQQRVQTR |  | LKVNFSDDSD |
| LEDPVSAEAW |  | LAEEPKRRGT |  | ASRGRGRARK |  | GLSLKTDAVV |  | APGSAPGNPG |
| LNGRSRRAKK |  | VASRHCEERR |  | PQRASDQARP |  | GPEIMRTIPE |  | EELTDNWRKM |
| SFEILRGSDG |  | EDSASGGKTP |  | APGPEAASGE |  | WELLRLDSSK |  | KKLPSPCPDK |
| ESDKDLGPRL |  | RLPSAPVATG |  | LSTLDSICDS |  | LSVAFRGISH |  | CPPSGLYAHL |
| CRFLALCLGH |  | RDPYATAFLV |  | TESVSITCRH |  | QLLTHLHRQL |  | SKAQKHRGSL |
| EIADQLQGLS |  | LQEMPGDVPL |  | ARIQRLFSFR |  | ALESGHFPQP |  | EKESFQERLA |
| LIPSGVTVCV |  | LALATLQPGT |  | VGNTLLLTRL |  | EKDSPPVSVQ |  | IPTGQNKLHL |
| RSVLNEFDAI |  | QKAQKENSSC |  | TDKREWWTGR |  | LALDHRMEVL |  | IASLEKSVLG |
| CWKGLLLPSS |  | EEPGPAQEAS |  | RLQELLQDCG |  | WKYPDRTLLK |  | IMLSGAGALT |
| PQDIQALAYG |  | LCPTQPERAQ |  | ELLNEAVGRL |  | QGLTVPSNSH |  | LVLVLDKDLQ |
| KLPWESMPSL |  | QALPVTRLPS |  | FRFLLSYSII |  | KEYGASPVLS |  | QGVDPRSTFY |
| VLNPHNNLSS |  | TEEQFRANFS |  | SEAGWRGVVG |  | EVPRPEQVQE |  | ALTKHDLYIY |
| AGHGAGARFL |  | DGQAVLRLSC |  | RAVALLFGCS |  | SAALAVRGNL |  | EGAGIVLKYI |
| MAGCPLFLGN |  | LWDVTDRDID |  | RYTEALLQGW |  | LGAGPGAPLL |  | YYVNQARQAP |
| RLKYLIGAAP |  | IAYGLPVSLR |  |            |  |            |  |            |

A: Аланін

C: Цистеїн

D: Аспарагінова кислота

E: Глутамінова кислота

F: Фенілаланін

G: Гліцин

H: Гістидин

I: Ізолейцин

K: Лізин

L: Лейцин

M: Метіонін

N: Аспарагін

P: Пролін

Q: Глутамін

R: Аргінін

S: Серин

T: Треонін

V: Валін

W: Триптофан